# Колонии Италии
Коло́нии Ита́лии — совокупность европейских и заморских по отношению к Италии территорий мира, находившихся в XIX—XX веках в колониальной зависимости от этой метрополии и иногда называемых Италья́нской колониа́льной импе́рией.

## История
Под конец 1860 года почти вся территория Италии была объединена вокруг Сардинского королевства. В 1871 году с присоединением Папской области к Итальянскому королевству. Объединение страны было завершено и Италия приступила к колониальной экспансии.
В течение двух десятилетий после объединения, итальянское правительство с интересом рассматривало возможность колонизации нескольких территорий в Юго-Восточной Азии, до сих пор остававшихся свободными от других колониальных держав, в частности: Таиланд, Бирма (присоединенной Великобританией в 1885 году), султанат Ачех, рассматривалась целесообразность заявить претензии на Андаманские и Никобарские острова, на которые ранее пытались претендовать Австрийская империя и довольно вяло колонизировали датчане. В 1880 году барон Густав фон Овербек, консул Австро-Венгерской империи в Гонконге, пытавшийся приобрести для своей страны Северное Борнео, пытался переуступить концессию Италии, но проект провалился, получив отказ в Риме, к тому времени барон уже был вынужден покинуть предприятие, полный контроль над которым получили вкладчики-англичане.
Кроме того в конце 1869 года исследователь Эмилио Черрути был отправлен в Новую Гвинею, чтобы установить отношения с местным населением, для создания возможного в впоследствии торгового поста и колонии. Черутти смог наладить связи с султанами островов Ару и Кай Молуккского архипелага, и по предварительным договорам они были приняты под итальянский суверенитет, но страх встретить противодействие Великобритании и Нидерландов не позволил довести это начинание до успешного завершения.
Однако в 1883 году правительство Италии запросило Лондон через дипломатические каналы, может ли правительство Великобритании согласиться, чтобы часть Новой Гвинеи могла стать итальянской колонией и получило категоричный отказ. Британская империя отказалась признавать любую попытку итальянской колонизации в Азиатско-Тихоокеанском регионе.
В 1885 году Италия аннексировала и присоединила к себе Эритрею, в 1889 — юг Сомали (Бенадир), а после Итало-турецкой войны 1911—1912 годов — Ливию и острова Додеканес. В Первой мировой войне Италия воевала на стороне Антанты и, согласно мирным договорам (Сен-Жерменскому 1919 года и Рапалльскому 1922 года) получила Южный Тироль, почти всю Истрию.
В 1922 к власти пришло фашистское правительство во главе с Бенито Муссолини. Внешняя политика страны стала более агрессивной. Фашистская Италия атаковала Корфу (1923), захватила Эфиопию (1935—1936) и Албанию (1939). Был заключен союз с нацистской Германией, на стороне которой с 1940 года, Италия вступила во Вторую мировую войну. В июне этого года Италия оккупировала юго-восток Франции с крупнейшим в этой местности городом Ментона. В 1942 году итальянцы заняли французские Тулон, Прованс и оккупировали всю Корсику. В 1943 году режим Муссолини пал, германские войска оккупировали север страны, а также Албанию и Далмацию. Повстанцы движения Сопротивления совместно с англо-американскими войсками к 1945 году освободили Италию, а албанское национально-освободительное движение в 1944 году Албанию.
В 1946 году Италия была провозглашена республикой — однако по Парижскому мирному договору 1947 года была лишена всех колоний (Ливии — в 1951, Сомали — в 1960), большей части полуострова Истрия и остальных ранее захваченных территорий. Итальянская колониальная империя перестала существовать.

## Список колоний
В настоящем списке представлены все территории мира, когда-либо находившиеся в колониальной или близкой к ней зависимости от Италии.

### В Европе
- Провинция Родос (Итальянские острова Эгейского моря)
- Губернаторство Далмация
  - Провинция Зара
  - Провинция Пола
  - Провинция Карнаро
  - провинция Спалато[англ.]
  - провинция Каттаро[англ.]
- Провинция Любляна
- Протектораты
  - Албанское королевство
  - Независимое государство Хорватия (кондоминиум с Третьим Рейхом)
  - Королевство Черногория
  - Пиндско-Мегленское княжество (кондоминиум с Болгарией)

### Заморские
- Итальянская Северная Африка
  - Итальянская Ливия
    - Триполитания
    - Киренаика
    - Феццан[англ.]
    - Район Куфра
    - Полоса Аузу
- Итальянская Восточная Африка
  - Итальянская Эритрея (включая острова Ханиш)
  - Итальянское Сомали
    - Бенадир
    - Огаден
    - Джубаленд
    - земли султанатов Маджиртин, Хобьо и Геледи[англ.]

  - Итальянская Эфиопия (аннексия,1936-1941)
  - Британское Сомали (аннексия, 1940—1941)
- Итальянские концессии и форты в Китае (включая Тяньцзинь)
- Итальянская колонизация Америки

## В Средние века
В Средние века многие владения Венецианской и Генуэзской республик находились вне границ современной Италии:
- Далмация (включая Зару (Задар), Сплит, Лагосту (Ластово), Фиуме (Риеку) и др.)
- Рагуза (Дубровник)
- Константинополь (частично)
- части современной Греции — Корфу, Крит, Эвбея (Негропонта), Ионические острова, Кикладские острова, Фракия, Этолия, Эпир, Афины, Салоники, Родос, Лесбос, Хиос и др.
- побережье Корсики
- части современной Албании — Дураццо (Дуррес), Скутари (Шкодер)
- Кипр
- побережье Крыма — Каффа (Феодосия), Чембало (Балаклава), Солдайя (Судак), Воспоро (Керчь), Грузуи (Гурзуф), Сарсона (Херсонес Таврический)
- черноморское побережье от Днестра до Дуная — Самастро (Белгород-Днестровский), Джинестра (Одесса), Ликостомо (Килия)
- Тана (Азов)
- черноморское побережье современного Краснодарского края — Матрега (Тмутаракань), Копа (Славянск-на-Кубани), Мапа (Анапа), Бата (Новороссийск), Касто (Хоста), Лияш (Адлер)
- территория современной Абхазии/Грузии — Абказия (Цандрыпш), Какари (Гагра), Санта-София (Алахадзы), Песонка (Пицунда), Каво-ди-Буксо (Гудаута), Никопсия (Новый Афон), Себастополис (Сухум)